# Municipio de Pond Creek
El municipio de Pond Creek (en inglés: Pond Creek Township) es un municipio ubicado en el condado de Greene en el estado estadounidense de Misuri. En el año 2010 tenía una población de 1583 habitantes y una densidad poblacional de 17,36 personas por km².

## Geografía
El municipio de Pond Creek se encuentra ubicado en las coordenadas 37°8′49″N 93°33′36″O / 37.14694, -93.56000. Según la Oficina del Censo de los Estados Unidos, el municipio tiene una superficie total de 91.2 km², de la cual 91,19 km² corresponden a tierra firme y (0,01 %) 0,01 km² es agua.

## Demografía
Según el censo de 2010, había 1583 personas residiendo en el municipio de Pond Creek. La densidad de población era de 17,36 hab./km². De los 1583 habitantes, el municipio de Pond Creek estaba compuesto por el 97,73 % blancos, el 0,32 % eran afroamericanos, el 0,44 % eran amerindios, el 0,13 % eran asiáticos, el 0,13 % eran de otras razas y el 1,26 % eran de una mezcla de razas. Del total de la población el 0,82 % eran hispanos o latinos de cualquier raza.